# Чирков, Сергей Александрович (председатель СФР)
Серге́й Алекса́ндрович Чирко́в (род. 9 октября 1978 года, Москва, СССР) — российский общественный деятель. Кандидат юридических наук, эксперт в области пенсионного обеспечения. Председатель Социального фонда Российской Федерации с 14 декабря 2022 года.

## Биография
Родился 9 октября 1978 года в Москве.
Окончил среднюю общеобразовательную школу № 199 г. Москвы.
В 2000 году окончил Московскую государственную академию водного транспорта по специальности «юриспруденция», в 2003 году — Академию труда и социальных отношений, в 2005 году — программу MBA в Российской экономической академии им. Г. В. Плеханова. Позднее, в 2021 году, прошёл профессиональную переподготовку в  РАНХиГС с присвоением квалификации «руководитель цифровой трансформации».
В 1999-2000 годах работал на различных должностях в Фонде социального страхования России (ФСС).
В 2001 году перешёл на работу в Пенсионный фонд Российской Федерации (ПФР) на должность главного специалиста. 
В 2007-2012 годах возглавлял департамент по вопросам пенсионного обеспечения лиц, проживающих за границей (с использованием опыта в данной сфере защитил кандидатскую диссертацию), в 2012-2018 годах — департамент организации назначения и выплаты пенсий ПФР. 
С 11 июля 2018 года по 30 июля 2022 года — заместитель председателя правления ПФР (пост главы фонда в этот период занимали последовательно Антон Дроздов, Максим Топилин и Андрей Кигим). Являлся активным сторонником подъёма пенсионного возраста в России, вызвавшего острое недовольство населения.
С 30 июля 2022 года и до слияния ПФР с ФСС — исполнял обязанности председателя правления ПФР.
14 декабря 2022 года назначен председателем Фонда пенсионного и социального страхования Российской Федерации, также называемого Социальным фондом России (СФР), созданного при слиянии ПФР и ФСС. Ему установлена зарплата ~ 350 тыс руб/мес плюс ежеквартальное поощрение. СФР начал свою работу 1 января 2023 года и имеет статус одного из двух государственных внебюджетных фондов (наряду с ФОМС).

## Награды
- Медаль ордена «За заслуги перед Отечеством» II степени (2016)[11].
- Медаль «За заслуги перед Чеченской Республикой» (6 сентября 2023) — за заслуги в становлении и развитии пенсионной системы в Чеченской Республике[12].
- Благодарность Президента Российской Федерации (2021).
- Благодарность Правительства Российской Федерации (2010).